# Земетресение в Хаити (2010)
Земетресението в Хаити от 2010 г. е с магнитуд 7 Mw и с епицентър на 25 км западно от столицата Порт-о-Пренс и хипоцентър на 13 км дълбочина.

## История
Земетресението започва в 16:53 ч. местно време (21:53 UTC) на 12 януари (вторник) и е последвано от 20 вторични труса с магнитуд между 5 и 6 Mw. По оценка на Червения кръст около 3 милиона души са засегнати от земетресението, а според изявление на президента на Хаити от 27 януари, преброените трупове са 170 000.
Това което прави земетресението толкова катастрофално е близостта му до столицата с население над 1,5 млн., както и поначало тежкото икономическо състояние на страната. Много от сградите са били нестабилни още преди земетресението,което е причина толкова хора да се окажат под руините. Бидейки една от най-бедните държави в Западното полукълбо, след земетресението, Хаити се изправя пред сериозна хуманитарна криза.

## Последствия

### Жертви и засегнати
Приблизителните числови измерения на засегнатите от земетресението са:
- 3 000 000 засегнати[2]
- 1 000 000 оставени без дом[5]
- 250 000 ранени[5]
- 200 000 предполагаеми жертви[6], 170 000 потвърдени[3]

Сред загиналите са известни хаитянски музиканти, 30 члена на федерацията по футбол, поне 85 служители на ООН и около 200 туристи отседнали в срутилия се Hôtel Montana.

### Инфраструктура
Силата на земетресението, близостта му до столицата и лошото строителство стават причина за срутването на десетки хиляди сгради. Разрушена е голяма част от инфраструктурата, необходима за справяне с последствията от бедствието, в това число почти всички болници, транспортни и комуникационни системи.